# Helina hirsutitibia
Helina hirsutitibia är en tvåvingeart som beskrevs av Ma och Zhao 1984. Helina hirsutitibia ingår i släktet Helina och familjen husflugor. Inga underarter finns listade i Catalogue of Life.